# Satyrium aciculare
Satyrium aciculare là một loài thực vật có hoa trong họ Lan. Loài này được van der Niet & P.J.Cribb mô tả khoa học đầu tiên năm 2006.